# باري إنرايت
باري إنرايت (بالإنجليزية: Barry Enright)‏ هو لاعب كرة قاعدة أمريكي، ولد في 30 مارس 1986 في ستوكتون في الولايات المتحدة.

## وصلات خارجية
- باري إنرايت على موقع دوري كرة القاعدة الرئيسي (الإنجليزية)
- باري إنرايت على موقعبيزبول رفرنس.كوم (الدوري الرئيسي) (الإنجليزية)
- باري إنرايت على موقعبيزبول رفرنس.كوم (الدوري الثانوي) (الإنجليزية)